# 가톨릭대학교 교회음악대학원
가톨릭대학교 교회음악대학원(가톨릭大學校 敎會音樂大學院, The Catolic University of Korea Graduate School of Church Music)은 서울특별시 종로구에 위치한 사립 특수대학원이다.
가톨릭대학교의 교육 시설로 성신교정 소속이며, 최양업홀을 실습실로 사용하고 있다. 최양업홀은 1981년 천주교 서울대교구 종교음악연구소(연구소장: 차인현 신부) 설립 이후, 1991년 가톨릭 음악원 및 최양업 신부 기념관으로 기공 및 착공(1993년)한 건물의 후신이다.

## 연혁
2002년 10월 성신교정 소속으로 가톨릭대학교 교회음악대학원이 중림동에 설립 인가되었다. 교회음악대학원은 "가톨릭 정신에 바탕을 둔 진리, 사랑, 봉사의 정신으로 전례음악을 총체적으로 운영할 수 있는 전문 교회음악가의 양성"을 목적으로 설립되었다. 교회음악의 이론과 실기에 대한 체계적인 교육을 통하여 가톨릭 교회음악 전문인으로서의 자질을 향상시키고, 교회뿐만 아니라 사회와 국가, 더 나아가 세계에 봉사할 전문 교회음악인을 양성한다는 학교 당국의 의지가 실현된 것이다.
2002년 12월에 명동본당 주임 백남용 바오로 신부가 초대 교회음악대학원장에 임명되었고, 2011년 3월에 동 대학원 교학부장으로 재임중인 박원주 요셉 신부가 2대 교회음악대학원장으로 임명되었다. 2012학년도부터 정규과정인 석사과정을 포함하여 콘서바토리과정과 PDP과정(석사학위 취득 후 특전과정)의 다양하고 폭넓은 교육과정을 개설하였고, 전공을 오르간전공, 합창지휘전공, 작곡전공으로 세분화하여 보다 다양하고 전문화된 교회음악인재를 양성하는 데에 박차를 가하고 있다.
2017년 3월, 동 대학원 교학부장으로 재임 중인 이상철 안드레아 신부가 3대 교회음악대학원장으로 임명되었으며, 가톨릭 성음악아카데미 보관됨 2022-07-02 - 웨이백 머신 과정의 개편을 통해 열린 교회음악 교육을 실시함으로써 교회음악 환경의 전반적인 질적 향상을 도모하고 있다.

## 교육편제
가톨릭대학교 교회음악대학원은 특수대학원으로, 석사 과정만 운영한다.
- 교회음악과

## 교육시설
- 최양업홀(콘서트 홀)[1] : 파이프 오르간[2]을 보유한 약 500석 규모의 콘서트 홀
- 리허설룸 : 특수 음향시설을 갖춘 다목적 리허설룸 (합창연습, 지휘수업, 멀티미디어 수업 등)
- 연습실 : 20여대의 오르간 및 그랜드 피아노가 비치된 개인 연습실
- 강의실 및 개인레슨실 : 그랜드 피아노 및 최고급 전자오르간이 비치
- 세미나룸 : 소형 파이프오르간 및 멀티미디어 시설 보유

## 참고 문헌
1. 정의철, 가톨릭대학교 신학대학 150년사, 가톨릭대학교 신학대학, 2007, p. 438-443
2. 2016학년도 학사요람, 가톨릭대학교 교회음악대학원, 2016.